# Popular Front for Democracy
Die Popular Front for Democracy (PFD; Sesotho: Khoeetsa ea Sechaba; deutsch etwa: „Volksfront für Demokratie“, Khoeetsa bedeutet „Schnur, die von Neugeborenen um den Hals getragen wird und Glück bringen soll“, also etwa: „Glücksschnur der Nation“) ist eine Partei in Lesotho. Sie wurde bei den Parlamentswahlen 2015 fünftstärkste Partei, bei den Wahlen 2017 erreichte sie Platz 7.

## Geschichte
1984 wurde mit Unterstützung der 1961 gegründeten und 1970 verbotenen Communist Party of Lesotho (CPL) die linksgerichtete United Fatherland Front (UFF) gegründet. Die Parlamentswahlen von 1985 wurden von allen Parteien außer der regierenden Basotho National Party (BNP) boykottiert. 1986 wurden im Zuge des Militärputsches die Aktivitäten aller Parteien verboten, so dass die UFF nie zu Wahlen antrat. Die UFF wurde auf Initiative einiger linksgerichteter Dozenten der National University of Lesotho 1990 als Popular Front for Democracy wiedergegründet. 1991 wurden Parteien, darunter die PFD, wieder zugelassen. Die PFD hatte anfangs eine sozialistische Programmatik; später nahm sie eine gemäßigt linke Haltung ein. Unter anderem akzeptierte sie die Rolle der Chiefs.
Bei den Parlamentswahlen 1993 erhielt sie rund 900 Stimmen und keinen Sitz. Nach den Wahlen 1998 wurde ein modifiziertes Verhältniswahlrecht eingeführt, so dass die PFD bei den Wahlen 2002 erstmals einen der 120 Sitze erhielt, dank etwa 6.300 Stimmen. Den Sitz konnte sie bei den Wahlen 2007 halten. Vorsitzender ist seit 1999 der Rechtsanwalt Lekhetho Rakuoane.
Bei den Wahlen 2012 gewann sie erstmals ein Direktmandat und zwei weitere Sitze. Sie erhielt rund 11.000 Stimmen und damit rund zwei Prozent. Das Direktmandat wurde im ländlichen Wahlkreis Qalo im Butha-Buthe-Distrikt gewonnen. Die PFD unterstützte in der Folge die neugewählte Koalitionsregierung unter dem Vorsitzenden der All Basotho Convention, Tom Thabane. Bei den Wahlen 2015 verlor die PFD ihr Direktmandat, behielt aber mit 1,7 % der Stimmen zwei Mandate. Fortan gehörte sie einer Koalition unter Führung des Democratic Congress an und trat in die Koalitionsregierung unter Führung des DC ein. Bei den Wahlen 2017 erhielt sie drei Sitze, darunter – nach einer Absprache mit DC und LCD – ein Direktmandat. Der 2017 gebildeten Koalition gehörte die PFD nicht mehr an. Im Mai 2020 unterstützte sie jedoch die Bildung einer neuen Koalitionsregierung unter Moeketsi Majoro (ABC). Rakuoane erhielt dafür am 21. Mai 2020 das Ministeramt für Tourismus, Umwelt und Kultur im Kabinett Majoro.

## Struktur und Politik
Die PFD wird von einem Vorsitzenden und einem 30-köpfigen Vorstand (National Executive Committee) geführt. Alle zwei Jahre findet ein Parteitag statt, auf dem der Vorstand in geheimer Wahl gewählt wird. Die Zahl der Mitglieder beträgt einige Tausend. Das Emblem der Partei ist ein fünfzackiger Stern.
Die PFD vertrat bis 2014 die Anliegen der Arbeiter und Kleinbauern, aber auch der Mittelschicht und der Intelligenzija. Die PFD hatte offizielle Verbindungen zum Gewerkschaftsdachverband Lesotho Congress of Trade Unions, aber auch zur südafrikanischen Regierungspartei African National Congress und zur South African Communist Party.

## Mitglieder (bis 2014, Auswahl)
- Nqosa Mahao
- Maaparankoe Mahao